# 第二法則
《第二法則》是英国另类摇滚乐队缪斯乐队的第六张录音室专辑，全球大多数国家于2012年9月28日发行，而其他国家则在2012年10月2日发行。

## 简介
- 2011年8月，缪斯乐队结束了长达两年的“反动之音”（The Resistance）巡回演唱会后，便开始筹划制作新专辑，3位成员在4周内完成了专辑里13首歌曲的雏形。
- 专辑名《第二法則》的灵感来自于热力学中的热力学第二定律（Second law of thermodynamics）。

## 曲目
| 曲序     | 曲目                                               | 时长  |
| -------- | -------------------------------------------------- | ----- |
| 1.       | 至高無上（Supremacy）                              | 4:55  |
| 2.       | 瘋狂（Madness）                                    | 4:39  |
| 3.       | 恐慌車站（Panic Station）                          | 3:03  |
| 4.       | 序曲（Prelude）                                    | 0:57  |
| 5.       | 生存者（Survival）                                 | 4:17  |
| 6.       | 跟隨我（Follow Me）                                | 3:51  |
| 7.       | 動物（Animals）                                    | 4:23  |
| 8.       | 探索者（Explorers）                                | 5:48  |
| 9.       | 嚴寒氣流（Big Freeze）                             | 4:41  |
| 10.      | 拯救我（Save Me）                                  | 5:09  |
| 11.      | 液體狀態（Liquid State）                           | 3:03  |
| 12.      | 第二定律：無法持續（The 2nd Law: Unsustainable）   | 3:47  |
| 13.      | 第二定律：孤立系統（The 2nd Law: Isolated System） | 4:59  |
| 总时长： | 总时长：                                           | 53:49 |

| 豪华版 | 豪华版                            | 豪华版 |
| 曲序   | 曲目                              | 时长   |
| ------ | --------------------------------- | ------ |
| 14.    | The Making of The 2nd Law（视频） | 32:25  |
| 15.    | Bonus Feature（视频）             | 7:04   |

## 制作团队
缪斯乐队
- 马修·贝拉米 – 主唱、吉他、 键盘、合成器、管弦乐团、编曲、制作人、 混音 （《跟隨我》）
- 克里斯托弗·沃斯滕霍姆 – 电贝斯、合成器、和声、主唱（《拯救我》、《液體狀態》）、制作人
- 多米尼克·霍华德 – 爵士鼓、打击乐器、合成器、制作人

| 制作人员 - Tommaso Colliva – 制作人、音频工程、混音 （《序曲》） - Adrian Bushby – 制作人、音频工程 - Paul Reeve – 人声制作人 （《拯救我》、《液體狀態》） - Nero – 制作人、混音（《跟隨我》） - Chris Lord-Alge – 混音（《至高無上》、《生存者》、《動物》、《拯救我》、《第二定律：無法持續》） - Mark Stent – 混音 （《瘋狂》、《探索者》、《拯救我》） - Rich Costey – 混音 （《恐慌車站》、《液體狀態》、《第二定律：孤立系統》） | - Alessandro Cortini – 合成器工程 - Brendan Dekora – 工程助手 - Olga Fitzroy – 工程助手 - Sean Oakley – 工程助手 - Tom Bailey – 工程助手 - Ted Jensen – 母带处理 |

增援人员
- David Campbell – 指挥
- Gavin Bond – 摄影

## 发行历史
| 国家     | 发行日期      | 版本                                 | 唱片公司 |
| -------- | ------------- | ------------------------------------ | -------- |
| 澳大利亚 | 2012年9月28日 | 标准版、豪华版、盒裝版、双黑胶唱片版 | 华纳音乐 |
| 奥地利   | 2012年9月28日 | 标准版、豪华版、盒裝版、双黑胶唱片版 | 华纳音乐 |
| 比利时   | 2012年9月28日 | 标准版、豪华版、盒裝版、双黑胶唱片版 | 华纳音乐 |
| 德国     | 2012年9月28日 | 标准版、豪华版、盒裝版、双黑胶唱片版 | 华纳音乐 |
| 芬兰     | 2012年9月28日 | 标准版、豪华版、盒裝版、双黑胶唱片版 | 华纳音乐 |
| 荷兰     | 2012年9月28日 | 标准版、豪华版、盒裝版、双黑胶唱片版 | 华纳音乐 |
| 瑞士     | 2012年9月28日 | 标准版、豪华版、盒裝版、双黑胶唱片版 | 华纳音乐 |
| 爱尔兰   | 2012年9月28日 | 标准版、豪华版、盒裝版、双黑胶唱片版 | 华纳音乐 |
| 英国     | 2012年10月1日 | 标准版、豪华版、盒裝版、双黑胶唱片版 | Helium 3 |
| 意大利   | 2012年10月2日 | 标准版、豪华版、盒裝版、双黑胶唱片版 | 华纳音乐 |
| 加拿大   | 2012年10月2日 | 标准版、豪华版、双黑胶唱片版         | 华纳兄弟 |
| 美国     | 2012年10月2日 | 标准版、豪华版、双黑胶唱片版         | 华纳兄弟 |
| 瑞典     | 2012年10月3日 | 标准版、豪华版、盒裝版、双黑胶唱片版 | 华纳音乐 |
| 日本     | 2012年10月3日 | 标准版、豪华版、盒裝版               | 华纳音乐 |